# Guillermo Kuitca
Guillermo Kuitca (Buenos Aires, 22 gennaio 1961) è un pittore argentino, figura chiave dell'arte latinoamericana, conosciuto soprattutto per le carte geografiche e i disegni architettonici.
Kuitca ha esposto in tutto il mondo ed i suoi lavori sono entrati a far parte delle maggiori collezioni internazionali, come p.es. il Met, MoMA, l'Art Institute of Chicago, la Tate Gallery, lo Stedelijk Museum e il Hirshhorn Museum and Sculpture Garden. Le sue opere sono state presentate alla 45ª Biennale Arte di Venezia del 1993 e alla 52ª Biennale Arte di Venezia del 2007.